# Aulo Agerio
Aulo Agerio (in latino Aulus Agerius) è un nome fittizio ampiamente usato nei testi di diritto romano per illustrare, con esempi concreti, la posizione di un individuo nei diversi casi giuridici. 
Aulo Agerio rappresenta di solito l'attore, cioè colui che agit, che inizia la causa (il nome, che rimanda evidentemente al verbo agere "agire in giudizio", viene considerato equivalente a is qui rem agit "colui che promuove la causa"). Ad esso si contrappone di solito Numerio Negidio (= is qui numerare negat, colui che dice di non voler pagare"), tecnicamente il convenuto.
Altri nomi utilizzati negli esempi, al di fuori delle figure specifiche di agente e convenuto sono Tizio, Sempronio, Caio Seio e altri. 